# ميخائيل هاليداي (لاعب كرة قدم)
ميخائيل هاليداي (بالإنجليزية: Michael Halliday)‏ هو لاعب كرة قدم أمريكي في مركز الدفاع، ولد في 22 يناير 2003 في أورلاندو في الولايات المتحدة.

## وصلات خارجية
- ميخائيل هاليداي (لاعب كرة قدم) على موقع الدوري الأمريكي (الإنجليزية)
- ميخائيل هاليداي (لاعب كرة قدم) على موقع قاعدة بيانات كرة القدم.إي يو (الإنجليزية)
- ميخائيل هاليداي (لاعب كرة قدم) على موقع Soccerway.com (الإنجليزية)